# Winner Take All (1924)
Winner Take All é um filme mudo estadunidense de 1924, do gênero faroeste, dirigido por W. S. Van Dyke, e estrelado por Buck Jones e Peggy Shaw. O roteiro de Ewart Adamson foi baseado no romance homônimo de 1920, de de Larry Evans. É considerado um filme perdido. Foi produzido e lançado pela Fox Film Corporation.

## Elenco
- Buck Jones como Perry Blair
- Peggy Shaw como Cecil Manners
- Edward Hearn como Jack Hamilton
- Lilyan Tashman como Felicity Brown
- William Bailey como Jim Devereaux
- Ben Deeley como Charles Dunham
- Tom O'Brien como Dynamite Galloway